# Catharina Margaretha Linck
Catharina Margaretha Linck oder Anastasius Lagrantinus Rosenstengel, wie sie sich selbst bezeichnete (* 1687 in Gehofen; † 8. November 1721 in Halberstadt), war die letzte Frau, die wegen Unzucht mit einer anderen Frau in Europa hingerichtet wurde. Sie war eine deutsche Knopfmacherin, Kattundruckerin und Soldatin, die sich als Mann ausgab, viermal getauft wurde und zweimal dieselbe Frau heiratete.

## Leben

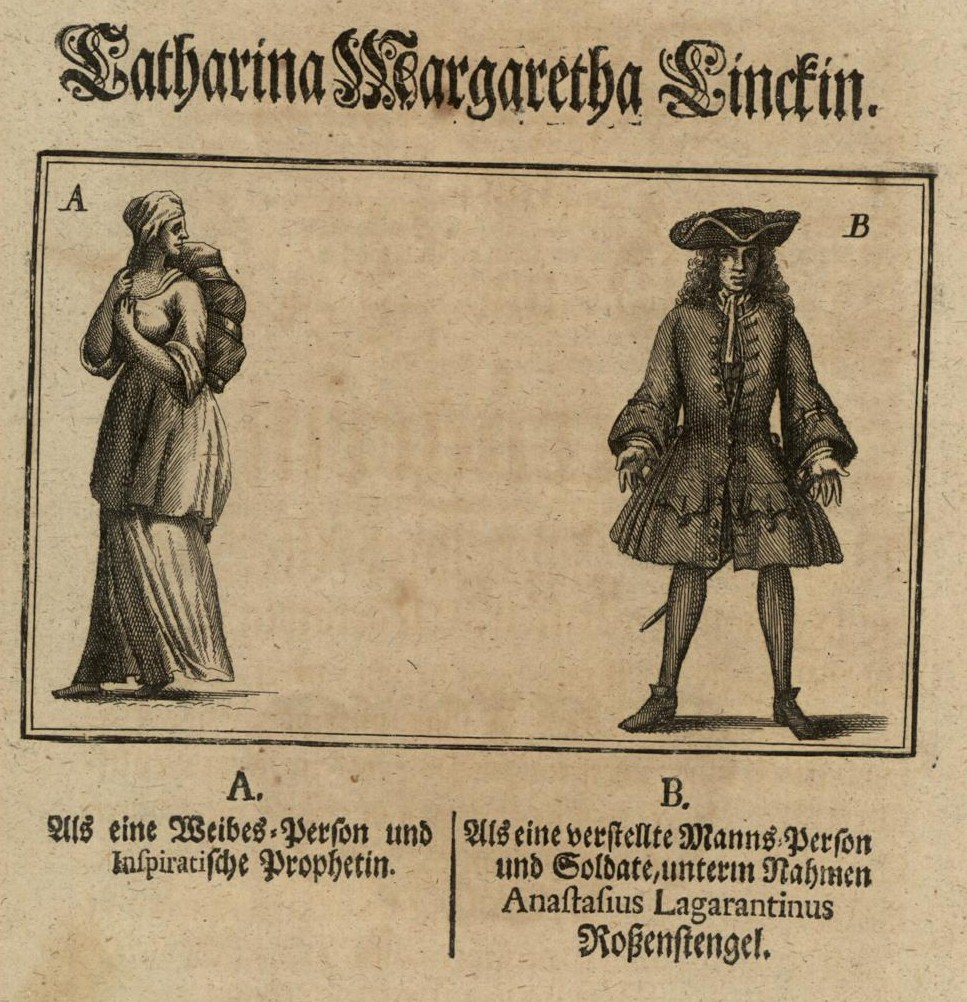
Zeitgenössische Darstellung von Catharina Margaretha Linck in Frauen- und Männerkleidung (1720)

### Kindheit
Catharina Margaretha Lincks Mutter lebte in armen Verhältnissen, ein Soldat hatte sie als Witwe geschwängert. Erst als Mutter und Tochter einige Jahre nach der Geburt des Mädchens in dem kurz vorher gegründeten Waisenhaus des Pietisten August Hermann Francke unterkommen konnten, verbesserte sich ihre materielle Situation. In dieser Einrichtung, aus der später die Franckeschen Stiftungen wurden, erhielt das Kind eine Schulbildung und religiöse Erziehung. Mit zwölf Jahren geriet es einem zeitgenössischen Bericht zufolge unter den religiösen Einfluss der sogenannten Inspiraten, einer von der evangelischen Kirche abgespalteten Gruppe, deren Mitglieder an direkte Eingebungen des Heiligen Geistes glaubten. Lincks Freiheitsdrang und Selbstbewusstsein zeigten sich, als sie ausriss. Sie kehrte jedoch bald darauf zurück und begann eine Lehre bei einem Knopfmacher und Kattundrucker.

### Leben als Prophet und Soldat
Mit 15 Jahren verließ sie ihren Lehrherrn und begab sich auf Wanderschaft. In Calbe (Saale) trat sie erstmals in Männerkleidung auf und rüstete sich mit einem Horn aus, mit dem sie im Stehen urinieren konnte. Allerdings gelang ihr dies „nur mangelhaft, denn sie erregte gerade dadurch Verdacht, dass sie sich beim Urinieren die Schuhe beschmutzte“. Die Verkleidung öffnete ihr nicht nur einen Weg aus der Armut, sondern auch die Möglichkeit, sexuelle Beziehungen mit anderen Frauen einzugehen. Mit einer radikalpietistischen Sekte reiste sie bis nach Nürnberg. Hier schloss sie sich den Täufern an, wurde auf den Namen Anastasius Lagrantinus Rosenstengel getauft und trat als Prophet auf.
1705 wurde sie Soldat bei den Truppen des Kurfürstentums Hannover und kämpfte auch im Spanischen Erbfolgekrieg. In dieser Zeit trat sie unter verschiedenen Namen auf, darunter Anastasius Beuerlein, Peter Wannich und Cornelius Hubsch. Für ihre sexuellen Kontakte mit Frauen fertigte sie sich einen Lederbeutel als Penis an, stopfte ihn aus und versah ihn mit einem „Beutel von Schweine Blasen gemacht“. Obwohl sie mehrmals als Frau enttarnt wurde, gelang es ihr über sieben Jahre lang, immer wieder als Soldat geworben zu werden. Als sie jedoch desertierte und gefasst wurde, drohte ihr die Todesstrafe, weil sie ihre Truppe verlassen hatte. Hier erwies sich ihr wahres Geschlecht als lebensrettend: Sie gestand ihrem Beichtvater, dass sie eine Frau war. Dieser gab die Information weiter; Linck wurde nach 16 Wochen aus der Haft entlassen.

### Ehen
Im Alter von 30 Jahren heiratete sie 1717 ihre 19-jährige Geliebte Catharina Margaretha Mühlhahn aus Halberstadt in der dortigen Kirche St. Paul. Ein Jahr später mussten die Rosenstengels nach Intrigen der Schwiegermutter Halberstadt verlassen: Diese vermutete von Anfang an, dass Anastasius Lagrantinus Rosenstengel eine Frau sei. Das mittellose Paar zog umher und ernährte sich durch Bettelei.
In Münster fanden die beiden in einem Jesuitenkolleg eine Bleibe, indem sie vorgaben, reuige Sünder und um ihr Seelenheil besorgt zu sein. Ein Jahr lang waren sie in dieser Rolle erfolgreich, ließen sich dann katholisch taufen und heirateten ein zweites Mal. Danach mussten sie das Kloster verlassen und wieder von der Bettelei leben. Mittellos kehrte Catharina Margaretha Mühlhahn im Frühjahr 1720 allein zu ihrer Mutter nach Halberstadt zurück. Als Anastasius Lagrantinus Rosenstengel kam sie nach Helmstedt und erhielt dort von dem Pastor der lutherischen Gemeinde St. Marienberg eine Unterkunft, indem sie erneut angab, ein reuiger Sünder auf der Suche nach dem rechten Glauben zu sein. Am 12. Mai 1720 wurde sie in der Kirche St. Marienberg lutherisch getauft. Die Taufpaten waren die Julius-Universität, der Rat der Stadt Helmstedt und das Kloster St. Marienberg, die auch ein ansehnliches Gevatterngeld von 26 Reichstalern gaben. Unmittelbar nach der Taufe brach Rosenstengel nach Halberstadt auf, um ihre Ehefrau in die sichere Bleibe nach Helmstedt zu holen und erneut zu heiraten. In Halberstadt kam es jedoch zu einem Handgemenge zwischen Rosenstengel und der Schwiegermutter, in dessen Verlauf die Penisattrappe entdeckt wurde. Daraufhin wurde Rosenstengel von der Schwiegermutter beim Stadtgericht angezeigt und alsbald verhaftet.

### Tod
Catharina Linck drohte das Todesurteil durch Verbrennen. Das Kriminalgericht hatte sich zunächst auf eine milde Strafe geeinigt, mit dem Argument, dass keine Unzucht vorliege, da es nicht zum Samenerguss gekommen sei. Der preußische König Friedrich Wilhelm I. wandelte das aber nach einiger Bedenkzeit in eine Todesstrafe um. Im Mai 1720 wurde Rosenstengel wegen Sodomie (im Sinne von: Unzucht mit einer anderen Frau) vor dem Stadtgericht in Halberstadt der Prozess gemacht. Die „Land-und Leute-Betrügerin“ wurde zum Tode verurteilt und am 8. November 1721 auf dem Fischmarkt in Halberstadt mit dem Schwert hingerichtet. Ihre Ehefrau kam mit drei Jahren Spinn- und Zuchthaus davon und wurde des Landes verwiesen.

## Rezeption
Angela Steidele nennt in ihrem Sachbuch In Männerkleidern den Lebensweg von Catharina Linck typisch für alle Frauen aus unteren Ständen, die sich als Männer verkleideten. „Im frühen 18. Jahrhundert standen ihr mit einem Mal Berufsmöglichkeiten, Verdienstquellen, Freiheiten und Rechte offen, von denen sie vorher nur träumen konnte.“ In ihrem Briefroman Rosenstengel verwob Angela Steidele die Geschichte von Catharina Margaretha Linck mit der von König Ludwig II. von Bayern. 2015 wurde der Roman mit dem Bayerischen Buchpreis in der Kategorie Belletristik ausgezeichnet.
2023 inszenierte Fritzi Wartenberg am Berliner Ensemble das Drama Alias Anastasius vom Autorinnen-Duo Matter*Verse, inspiriert von Angela Steideles Buch In Männerkleidern (Uraufführung 10. März 2023).
2024 wurde Catharina Margaretha Linck im Rahmen des Projekts Frauenorte in die Liste der FrauenOrte NRW aufgenommen und die Errichtung einer Gedenktafel ist geplant.